# Согласие (Тамбовская область)
Согла́сие — посёлок в Мучкапском районе Тамбовской области России. Входит в состав Чащинского сельсовета.

## География
Посёлок находится в юго-восточной части Тамбовской области, в лесостепной зоне, в пределах Окско-Донской равнины, на правом берегу реки Ворона, на расстоянии примерно 6 км (по прямой) к западу от рабочего посёлка Мучкапский, административного центра района.

### Климат
Климат умеренно континентальный, относительно сухой, с холодной продолжительной зимой и жарким летом. Среднегодовая температура воздуха — 4,5 °С. Средняя температура воздуха самого холодного месяца (января) — −11 °C (абсолютный минимум — −39 °C); самого тёплого месяца (июля) — 20,5 °C (абсолютный максимум — 40 °С). Среднегодовое количество атмосферных осадков варьирует в пределах от 400 до 450 мм. Продолжительность залегания снежного покрова составляет в среднем 134 дня.

### Часовой пояс
Посёлок Согласие, как и вся Тамбовская область, находится в часовой зоне МСК (московское время). Смещение применяемого времени относительно UTC составляет +3:00.

## Население
| 2010 |
| ---- |
| 4    |

### Половой состав
По данным Всероссийской переписи населения 2010 года, в гендерной структуре населения мужчины составляли 25 %, женщины — соответственно 75 %.

### Национальный состав
Согласно результатам переписи 2002 года, в национальной структуре населения русские составляли 100 % из 4 чел.